# Анатомия на животните
Анатомията на животните или зоотомия изучава макроскопския строеж и структура на животинското тяло. В зависимост от подхода за изучаване на строежа на организма, анатомията бива: систематична, топографска и пластична.

## Систематична анатомия
Изучава строежа и структурата на животинското тяло по органи и органни системи. Систематичната анатомия има следните дялове:
- Остеология – изучава костите
- Артрология – изучава ставите
- Миология – изучава мускулите
- Спланхнология (Висцерология) – изучава вътрешните органи
  - Кардиология – изучава сърцето
  - Ринология – изучава носната кухина
  - Ларингология – изучава гръкляна
  - Пулмология – изучава белия дроб
  - Стоматология – изучава устната кухина
  - Одонтология – изучава зъбите
  - Гастрология – изучава стомаха
  - Ентерология – изучава червата
  - Хепатология – изучава черния дроб
  - Нефрология – изучава бъбреците
- Андрология – изучава мъжката полова система
- Гинекология – изучава женската полова система
- Урология – изучава пикочната система
- Ангиология – изучава кръвоносните и лимфните съдове
- Неврология – изучава нервната система
- Дерматология – изучава кожата и кожните образувания
- Офталмология – изучава окото
- Отология – изучава ухото

## Топографска анатомия
Изучава строежа и структурата на животинското тяло по части. Тя има следните дялове:
- Анатомия на главата
- Анатомия на шията
- Анатомия на трупа
  - Анатомия на гръдната кухина
  - Анатомия на коремната кухина
  - Анатомия на тазовата кухина
- Анатомия на гръдния крайник
- Анатомия на тазовия крайник

## Пластична анатомия
Изучава външните форми и линии на животинското тяло.